# Diplectroides nigrolineatus
Diplectroides nigrolineatus es una especie de coleóptero de la familia Oedemeridae.

## Distribución geográfica
Habita en Colombia.